# Tamagoyaki
Tamagoyaki (卵焼き bogst. stegte æg) er en rullet omelet fra det japanske køkken. Den bruges gerne som pålæg til sushi og er en populær ret i bento, japanske madpakker.

## Tilberedelse
En masse af ituslåede æg krydres med sojasovs, mirin og sukker, hvoraf de to sidstnævnte giver retten et sødt præg. En anden variant, hvor der bruges dashi, kaldes for dashimaki tamago. Den meget flydende dej bliver derefter stegt i tynde lag på en firkantet stegepande. Når massen begynder at stivne, bliver omeletten sammenklappet tre gange fra den ene side som en rulle, og et yderligere lag æggemasse bliver lagt på panden, idet den flydende masse også må løbe under den til siden liggende rulle. På denne måde bliver omeletrullen rullet fra side til side flere gange og bliver dermed stadig tykkere. 
Den perfekte form er opnået, når rullen er blevet firkantet, og skiven kan bruges som pålæg til nigiri-sushi. Omeletrullen bliver snittet i stykker på tværs, så det mønster, der er opstået på den ene side under stegningen, bliver synligt. Til anvendelse i en bento bliver den endnu varme omelet rullet i sushimåtte, før man skærer den. Derved bliver mønstret presset på måtten, hvad der giver en yderligere optisk tiltalende effekt. Til brug som fyld i futo-maki (tykke sushiruller) bliver massen bragt til at stivne i et tykt lag og derefter snittet i tykke strimler.
En lignende æggemasse bages i Japan til meget tynde omeletter, der bruges til at indvikle små lunser eller snittes i tynde strimler til dekorative formål. Dette kaldes for usuyaki tamago (bogst. tyndt stegte æg).